# 艾拉·D·巴里爾
艾拉·D·巴里爾（英語：Ella D. Barrier，約1852年—1945年2月9日）是一名美國教育家和俱樂部女會員。她的妹妹是芬妮·巴里爾·威廉斯。

## 早年生活
艾拉·D·巴里爾出生於紐約州布羅克波特，是理髮師安東尼·J·巴里爾（Anthony J. Barrier）和哈莉特·A·普林斯·巴里爾（Harriet A. Prince Barrier）的女兒。父母都出生在美國北部。她的妹妹是芬妮·巴里爾·威廉斯。艾拉於1871年畢業於布羅克波特師範與訓練學校，受訓成為一名學校教師。

## 職業生涯
艾拉·D·巴里爾於1875年受聘於華盛頓特區的種族隔離學校任教。她在華盛頓待了四十多年，當過教師、校長和俱樂部女會員。巴里爾協助發展YWCA華盛頓分會。1891年，她在多倫多任教，這是教師交流計畫的一部分。1900年，她和妹妹芬妮作為非裔美國人代表參加了巴黎世界博覽會，並參加了在倫敦舉行的第一次泛非會議，代表團成員包括安娜·J·庫珀和W·E·B·杜波依斯。她活躍於華盛頓的有色人種婦女聯盟。

## 個人生活
艾拉·D·巴里爾和她的妹妹芬妮晚年一起住在布羅克波特。芬妮於1944年逝世，艾拉於1945年逝世，享年92歲。

## 外部連結
- 在Find a Grave上的艾拉·D·巴里爾